# Maybach GO 56

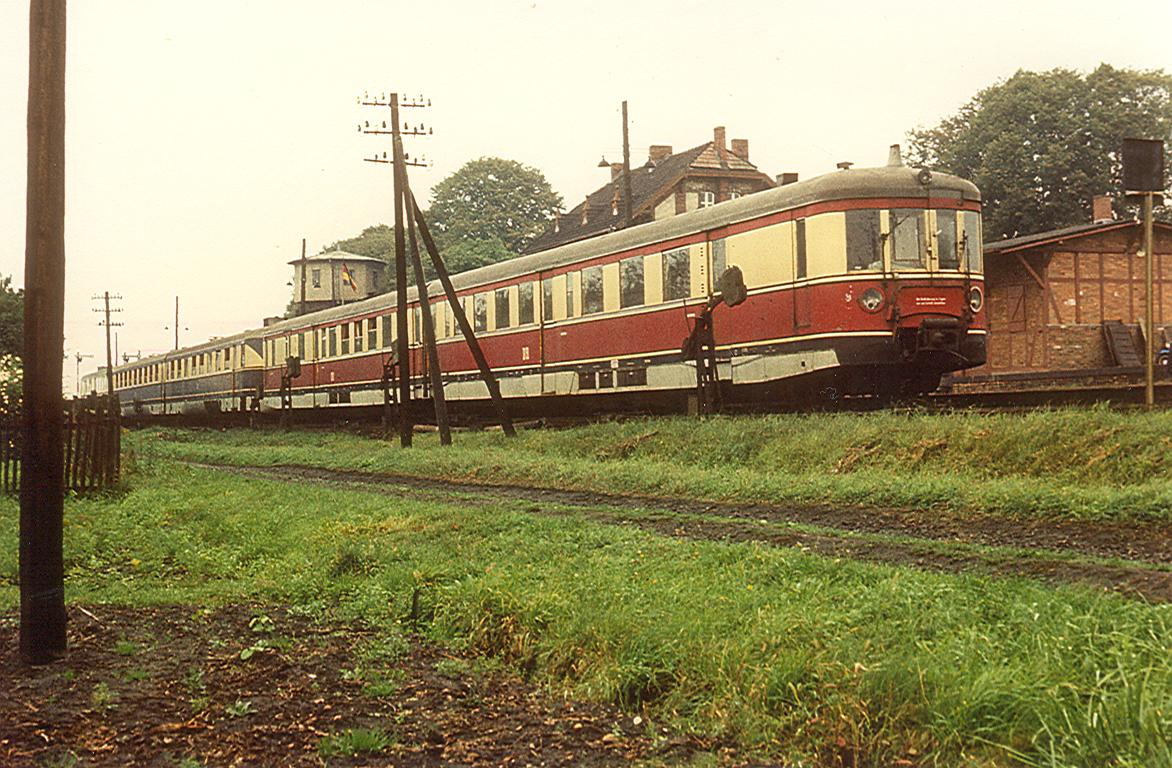
Die ersten Triebwagen mit GO 56-Motor waren die Triebwagen der Bauart Ruhr zweiteilig

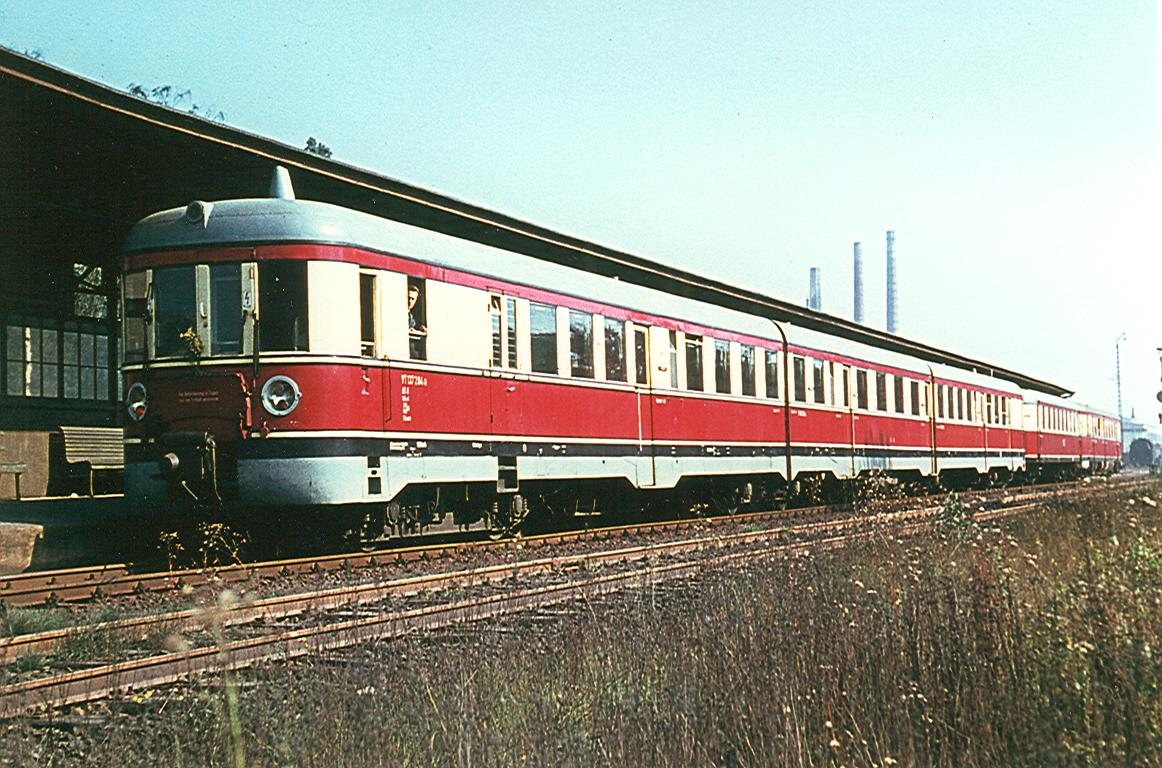
Die dreiteiligen Triebwagen der Bauart Ruhr dreiteilig besaßen GO 56-Motoren

Der Maybach-Motor GO 56 war ein schnelllaufender Dieselmotor der Maybach-Motorenbau GmbH zum Einbau in schnellen Triebwagen der Deutschen Reichsbahn Gesellschaft. Er ist die Weiterentwicklung des Dieselmotors Maybach GO 5. In ihm wurden zahlreiche Veränderungen und Verbesserungen, die im Laufe der Jahre mit dem Dieselmotor GO 5 gesammelt wurden, eingearbeitet. So sollte der Motor eine verringerte thermische Belastung gegenüber der Ursprungsvariante haben. Nach dem Erscheinen des Motors erhielten viele Triebwagen, die vor dem Zweiten Weltkrieg hergestellt wurden, diesen Motor als Tauschmotor für die Type GO. Die Motoren der Reihe GO 56 können somit als die letzten Triebwagenmotoren der Deutschen Reichsbahn bezeichnet werden, die mit in der Kurbelwellenmitte geteiltem Motorgehäuse gefertigt wurden. Von dieser Konstruktionsform gab es zudem eine halbe Version mit der Bezeichnung GO 56h, die als Sechszylinder-Reihenmotor mit 225 PS Leistung ausgerüstet war. Diese Version des Motors war in den Triebwagen DR 137 347 ... 396 eingebaut. Nach dem Weltkrieg wurden die Motoren der Reihe GO 56 von den Tunnelmotoren der Maybach-Motorenbau abgelöst. Triebwagen, die bei der DB verblieben waren, wurden mit dieser Motortype ausgerüstet, die bei der DR verbliebenen Fahrzeuge erhielten die Motoren der Type 12 V 170 DR von ČKD Prag als Tauschmotor, die zudem als Tunnelmotoren konzipiert worden waren.

## Aufbau und Bauteile
Der Motor ist auf der Grundlage des GO 5 aufgebaut, so dass die wesentlichsten konstruktiven Details dort zu finden sind. Der Motor besitzt ebenso wie diese Type 302 kW Leistung bei 1.400 Umdrehungen je Minute Drehzahl. Der wesentlichste Unterschied zu der Ursprungsversion ist der auf 160 mm erhöhte Zylinderdurchmesser mit den daraufhin veränderten Parametern Hubvolumen, Verdichtungsverhältnis und mittlerer Arbeitsdruck. Wie schon bei dem Motor GO 6 besaß der Zylinderkopf je zwei Ein- und Auslassventile, dadurch änderte sich außerdem die Form des Zylinderbodens. Außerdem wurden noch etliche Änderungen, die aus Erfahrungswerten mit dem GO 5 gemacht wurden, in die Motorkonstruktion mit eingeführt; so wurde er mit einer sogenannten dünnen, biegeweichen Kurbelwelle ausgerüstet, bei der das Material von Anfang an als ST 30 gewählt wurde. Diese wurden von Anfang an mit Gegengewichten ausgeführt. Die Änderungen ergaben, dass die ausbaufreie Laufleistung des Motors auf 56.000 km gesteigert werden konnten, obwohl die Motormasse gleichfalls auf 2.200 kg stieg.

## Technische Daten
| Kenngröße                      | Einheit | Wert             | Bemerkung          |
| ------------------------------ | ------- | ---------------- | ------------------ |
| Nennleistung                   | kW      | 302              |                    |
| Drehmoment bei Nennleistung    | Nm      | 2060             |                    |
| Nenndrehzahl                   | min−1   | 1.400            |                    |
| Leerlaufdrehzahl               | min−1   | 600              |                    |
| Zylinderdurchmesser            | mm      | 160              |                    |
| Kolbenhub                      | mm      | 200              |                    |
| Hubvolumen                     | cm³     | 48.255           |                    |
| Verdichtungsverhältnis         |         | 15,5:1           |                    |
| mittlere Kolbengeschwindigkeit | m/s     | 9,33             |                    |
| mittlerer Arbeitsdruck         | bar     | 5,47             |                    |
| Zünddruck                      | bar     | 55               |                    |
| Motormasse                     | kg      | 2.200            |                    |
| Motorlänge                     | mm      | 1.992            |                    |
| Motorbreite                    | mm      | 1.532            |                    |
| Motorhöhe                      | mm      | 1.394            |                    |
| Einspritzdüse                  |         | Sieben-Loch-Düse | mit 0,3-mm-Bohrung |
| Beschaffungspreis              | RM      | 34.750           |                    |

## Mit dem Motor zur Auslieferung ausgerüstete Fahrzeuge
Mit dem Motor waren zur Auslieferungszeit die Triebwagen der Bauarten DR 137 288 bis 295 (Ruhr zweiteilig) und DR 137 283 bis 287 (Ruhr dreiteilig) ausgerüstet.

## Betriebserfahrungen
Der Dieselmotor besaß den höchsten Wert der ausbaufreien Laufleistung bei den Vorkriegsmotoren der Triebwagen der DR mit 56.000 km. Aus der Literatur gibt es keine Angaben über Nichtbewährung oder Konstruktionsmängel. Von 1939 an sollte für alle Dieseltriebwagen eine auf 650 PS Leistung gesteigerte Version beschafft werden, die im Wesentlichen aus den Motortypen GO 5 und GO 6 entsprach. Dafür waren bereits 30 leistungsgesteigerte Ruhr-Triebwagen bestellt, von denen der erste 1940 auf der internationalen Verkehrsausstellung in Köln gezeigt werden sollte. Der Kriegsausbruch verhinderte jedoch dieses Projekt.